# Думиничи (деревня, Калужская область)
Думи́ничи — деревня в Думиничском районе Калужской области, России. Административный центр сельского поселения «Деревня Думиничи».
Расположена рядом с районным центром — посёлком городского типа Думиничи.

## История
Деревня была основана во второй половине XVII века (между 1670 и 1690) на дороге между сёлами Боброво и Дубровка. Наиболее вероятных объяснений названия два. Первое — по имени деревни Думино Мещовского уезда, чьих жителей называли ду́миничи. Второе —  владелец этой земли купил в Думино крестьян, либо же помещик Думино купил новые земли и расселил несколько крупных семей  на юго-западную границу уезда, на речку Каширку, в двух верстах от реки Брынь. Так образовался новый населенный пункт, входивший в приход церкви села Дубровка.
В письменных источниках Думиничи (Думничи) впервые упоминается в 1730 г.
С 1861 г. входила в Будскую волость, приход церкви Дубровка.
По имени Думиничи названы Думиничский завод (1882) и станция Думиничи (1898).
Первый колхоз, объединявший 6 семей, в том числе 3 учительских, организован в начале 1930. В 1931 г. образован колхоз им. III Интернационала. В 1934 он разделился на 3 сельхозартели — им. Гамарника, им. Мичурина, им. Орджоникидзе. В 1936 они объединились в колхоз имени 17-й партконференции.
В 1950 колхозы Думиничи, Поляки, Ломенки и Хотисина объединились. На начало 1959 г. в колхозе имени 17-й партконференции насчитывалось 104 коровы. С 1964 г. он назывался колхоз «Дружба».
В конце 1980-х (до 1992 г.) в «Дружбе» насчитывалось 1100 голов КРС, в том числе 335 коров. Потом поголовье стало сокращаться. В 2001—2005 колхоз изменил название на СПК «Рассвет», затем носил название АПФ «Думиничи». В начале 2009 г. признан банкротом и ликвидирован.

## Знаменитые земляки
Деревня Думиничи — родина Героев Советского Союза Ивана Дайдоева и Андрея Демёхина.

## Достопримечательности

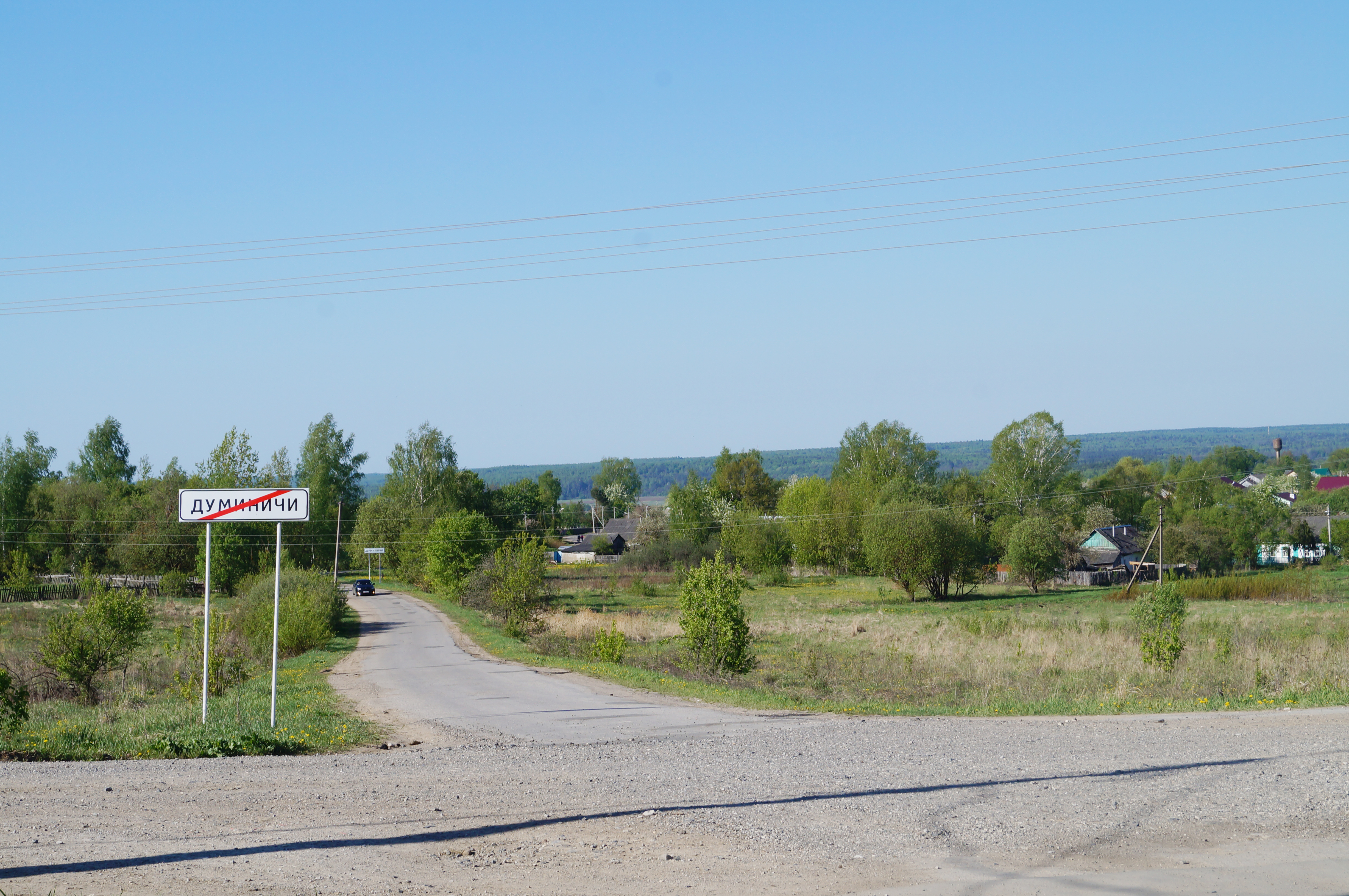
д. Думиничи (на выезде)
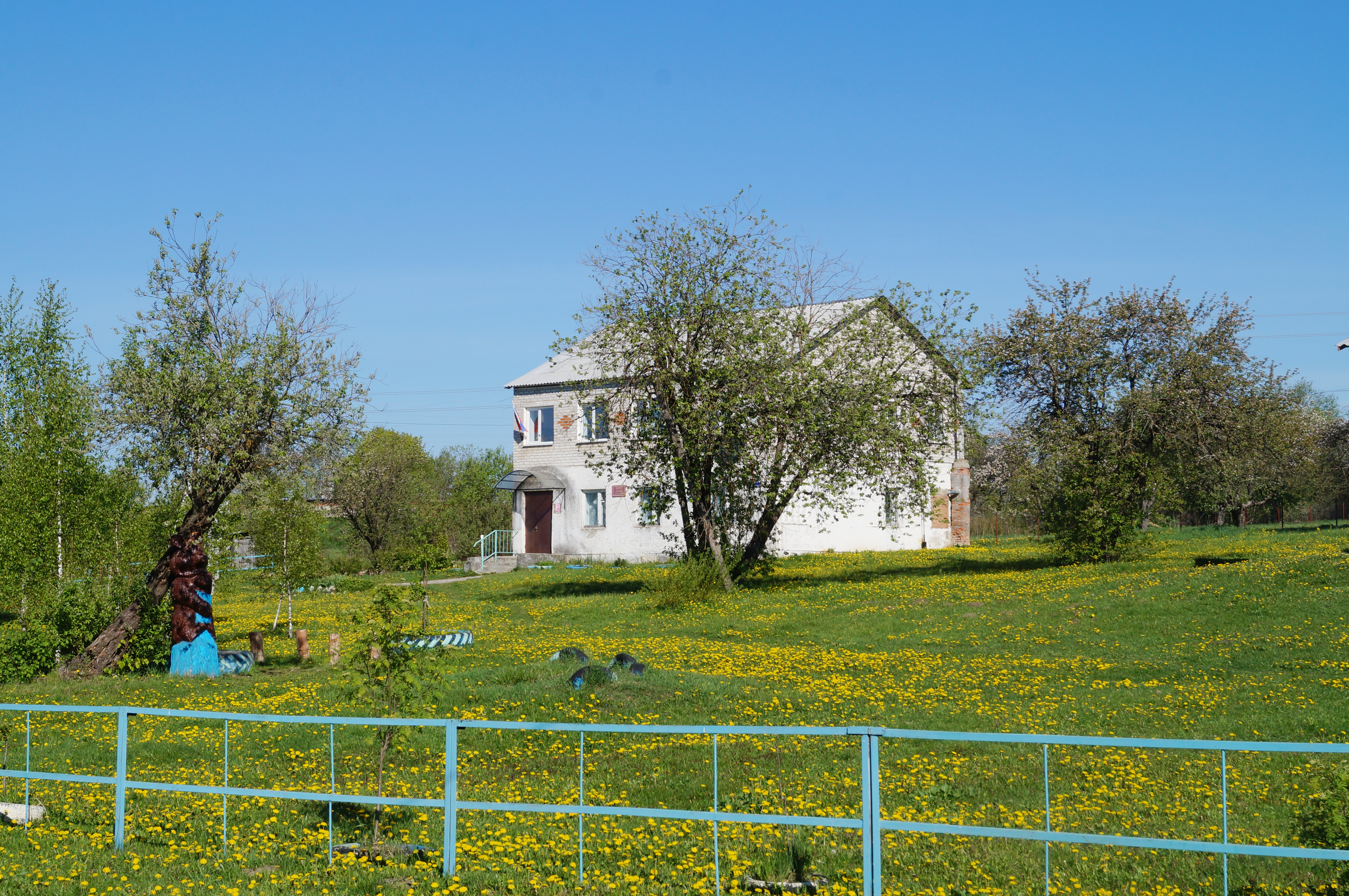
Административное здание
Памятник герою Великой Отечественной войны